# 交響曲第27番 (ミャスコフスキー)
交響曲第27番 ハ短調 作品85は、ニコライ・ミャスコフスキーが作曲した最後の交響曲である。最晩年の1949年から1950年にかけて作曲され、1950年12月9日にアレクサンドル・ガウクの指揮で初演されたが、ミャスコフスキーは同年8月8日にすでに死去していたため、これを聴くことはできなかった。
翌1951年に、弦楽四重奏曲第13番作品86と共にスターリン賞を受賞した。
日本初演は、2002年5月17日に現田茂夫指揮の神奈川フィルハーモニー管弦楽団により神奈川県民ホールで行われた。

## 楽器編成
ピッコロ、フルート2、オーボエ2、コーラングレ、クラリネット（B♭管）2、バス・クラリネット（B♭管）、ファゴット2、コントラファゴット、トランペット（B♭管）3、ホルン（F管）4、トロンボーン3、チューバ、ティンパニ、小太鼓、シンバル、大太鼓、弦五部

## 楽曲構成
3楽章からなる。全曲で約35分。
1. アダージョ - アレグロ・アニマート
2. アダージョ
3. プレスト・マ・ノン・トロッポ